# Conférence de coopération économique européenne
La Conférence de coopération économique européenne réunit à Paris seize pays européens du 12 juillet 1947 au 22 septembre 1947. Elle a pour objet de préparer une réponse européenne concertée à la proposition formulée par le Secrétaire d'État américain, George Marshall, le 5 juin 1947 de mettre en place un « Programme de rétablissement européen » financé par les États-Unis mais conditionné à la création d'une organisation multinationale permettant aux États européens de gérer eux-mêmes les fonds qui seront versés pour leur reconstruction par les États-Unis et de mener à bien conjointement des réformes structurelles.
La Conférence aboutit à un ensemble de propositions sur l'organisation à mettre sur pied pour gérer l'aide américaine et de demandes quantifiées de financement, sur la base desquelles le président Truman et le Congrès donneront vie au plan Marshall en avril 1948.
Les travaux de la Conférence sont à l'origine de la fondation de l'Organisation européenne de coopération économique dont les missions sont de répartir les crédits américains et de mener à bien un « programme de relèvement européen » notamment par la libéralisation des échanges commerciaux et financiers.

## Contexte
Pour un article plus général, voir Politique extérieure de la IVe République.
Dans un discours prononcé le 5 juin 1947, George Marshall dresse un tableau très sombre de la situation économique et sociale en Europe et proclame qu'il est « logique que les Etats-Unis doivent faire tout ce qu'ils peuvent pour aider à rétablir la santé économique du monde, sans laquelle la stabilité politique et la paix assurée sont impossibles ». Mais Marshall pose ses conditions à l'octroi de l'aide américaine :

« Un accord devra être réalisé par les pays de l'Europe sur leurs besoins actuels et sur ce que ces pays feront eux-mêmes pour rendre efficaces toutes les mesures que le gouvernement américain pourrait prendre. »

La Conférence de coopération économique européenne répond à cette demande des États-Unis, qui implique clairement que soit mis sur pied un organisme spécial inter-européen chargé d'assurer l'interface entre les États-Unis et les pays européens participant au programme de rétablissement européen, très vite baptisé plan Marshall.

## Pays participants au plan Marshall
Dans son discours, Marshall ne précise pas quels sont les pays en Europe à qui cette aide pourrait être destinée, indiquant simplement que « notre politique n'est dirigée contre aucun pays, aucune doctrine, mais contre la famine, la pauvreté, le
désespoir et le chaos ». Le 12 juin, Marshall précise que dans son esprit l'Europe inclut tous les pays à l'ouest de l'Asie y compris l'URSS.
Mais la question de la participation de l'Union soviétique et des pays d'Europe centrale passés sous son contrôle ou en voie de l'être est celle qui se pose en priorité. C'est pourquoi la France et le Royaume-Uni organisent une conférence à Paris avec l'URSS. Elle réunit les trois ministres habitués à se retrouver ensemble avec en plus le secrétaire d'État américain dans le cadre des réunions du Conseil des ministres des Affaires étrangères institué à Potsdam. À l'issue d'une semaine de débats, Molotov déclare le 2 juillet 1947 que l'URSS ne participera pas, et quitte la conférence. Les raisons avancées par Molotov sont que la proposition franco-britannique de « mettre sur pied une organisation spéciale qui sera chargée d’évaluer les ressources et les besoins des pays européens, de déterminer le développement des principaux secteurs de l’industrie de ces pays et ensuite seulement d’établir les possibilités de recevoir une aide économique américaine » constitue une atteinte à l’indépendance économique et de la souveraineté des pays européens.
Pour autant, les Français et les Anglais lancent leurs invitations à la Conférence de coopération économique européenne à tous les pays européens, y compris ceux d'Europe de l'Est, dont plusieurs se déclarent prêts à venir. Mais Staline les force à renoncer. Ce sont finalement seize pays qui participeront à cette conférence qui s'ouvre le 12 juillet 1947. Les réunions de la conférence se tiennent par intermittence jusqu'au 22 septembre 1947.

En 1947, l'Allemagne n'a plus d'existence en tant qu'État doté d'un gouvernement central et vit sous un régime complet d'occupation. Mais les travaux de la Conférence prennent en compte les besoins des trois zones d'occupation « occidentales », i.e. des États-Unis, de la France et du Royaume-Uni.

## Résultats de la Conférence
La Conférence met en place un Comité de coopération économique européenne chargé de préparer un rapport sur les besoins des pays européens en vue de sa transmission aux États-Unis d'ici le 1er septembre 1947. Cinq sous-comités techniques sont également créés :  agriculture et ravitaillement, bois, énergie, sidérurgie, transports ainsi qu'un Comité des experts financiers et un Comité de la main d'œuvre,.
Le rapport général (volume I) du Comité est finalement validé par les participants à la Conférence le 22 septembre, tandis que les rapports des comités techniques (volume II) ne sont prêts qu'à la fin du mois d'octobre,.
Dans ces rapports, les Européens chiffrent le déficit de leur balance des paiements à l'égard du continent américain sur une période de quatre ans, de 1948 à 1951, à un montant total de 22,4 milliards de dollars (soit 266 milliards de dollars en valeur 2021) dont 3,1 milliards pourraient être fournis par la Banque internationale pour la reconstruction et le développement et le reste, soit 19,1 milliards par les États-Unis.
Les propositions et demandes des Européens font débat aux États-Unis où l'approbation du plan Marshall par le Congrès n'est pas acquise d'avance. Le 19 décembre 1947, le président Truman expose devant le Congrès les enjeux de la reconstruction économique de l'Europe et propose que les États-Unis accordent une aide de 17 milliards pour relever l'économie européenne. La population américaine prend conscience des pénuries auxquelles les Européens sont confrontés, et soutient de plus en plus le plan Marshall. La politique de Staline contribue aussi à persuader les États-Unis de la nécessité d'aider l'Europe : en particulier, la conférence fondatrice du Kominform par neuf partis communistes européens en septembre 1947 inquiète beaucoup Washington qui craint des tentatives de prise de pouvoir par les partis communistes français ou italien. Le coup de Prague de février 1948 achève de convaincre une majorité de membres du Congrès de voter en faveur de ce plan. Truman promulgue le 3 avril 1948 la loi autorisant l'aide américaine, l'Economic Cooperation Act,,.

## Sources

#### Documents de la conférence
- (en) « Committee of European Economic Co-operation. Volume 1, General report », sur Dept. of State, Division of Publications, Office of Public Affairs, Paris, 21 septembre 1947.
- (en) « Committee of European Economic Co-operation. Volume 2, Technical Reports », sur Dept. of State, Division of Publications, Office of Public Affairs, Paris, octobre 1947.

#### Autres documents
- George Marshall, « Discours prononcé à l'université Harvard (traduction en français) », sur Cvce.eu, 5 juin 1947.
- Viatcheslav Molotov, « Déclaration faîte à Paris 2 juillet 1947 (traduction en français) », sur Cvce.eu
- « Conférence de coopération économique européenne (12 juillet au 22 septembre 1947) », sur Cvce.eu, 2021.
- « Le plan Marshall et la création de l'OECE », sur Cvce.eu, 2020.
- (en) « The Economic Cooperation Act of 1948 », sur JSTOR, Science & Society, vol. 12, no 3, summer 1948, p. 360-376.
- Gérard Bossuat, L'Europe occidentale à l'heure américaine : Le plan Marshall et l'unité européenne (1945-1952), Éditions Complexe, coll. « Questions au XXe siècle », 1992, 351 p. (ISBN 978-2-87027-431-6).
- Gérard Bossuat, La France, l'aide américaine et la construction européenne 1944-1954 : Volume I, Institut de la gestion publique et du développement économique, 1997, 611 p. (ISBN 978-2-8218-2852-0, lire en ligne), « 5 - L’OECE entre la coopération et la fédération européenne », p. 177-201.
- Sylvain Kahn, Histoire de la construction de l'Europe depuis 1945, Paris, Presses universitaires de France, 2018, 342 p. (ISBN 978-2-13-079961-0).